# Associazione Calcio Cesena 1992-1993
Questa voce raccoglie le informazioni riguardanti l'Associazione Calcio Cesena nelle competizioni ufficiali della stagione 1992-1993.

## Stagione
Nella Stagione 1992-1993 il Cesena disputa il campionato di Serie B, raccoglie 38 punti, uno a partita, ottenendo la nona piazza. Inizia la stagione con l'allenatore Gaetano Salvemini, inizia bene in Coppa Italia supera il Messina nel primo turno con uno (0-2) a tavolino sul neutro di Reggio Calabria, poi nel secondo turno supera nel doppio confronto la Sampdoria, nel terzo turno lascia il passaggio del turno alla Lazio. In campionato ha un passo molto regolare, raccoglie 19 punti tanto nel girone di andata che nel ritorno. Nel mese di febbraio i bianconeri perdono tre partite di fila e ne fa le spese il tecnico, sostituito da Azeglio Vicini, che resterà imbattuto per 12 partite consecutive (6 vittorie, 6 pareggi). In doppia cifra arrivano tanto Franco Lerda miglior marcatore stagionale cesenate con 14 reti e Dario Hubner con 11 centri, dei quali uno in Coppa Italia.

## Divise

Il neoacquisto Dario Hübner, futuro recordman di gol del Cesena, con la maglia casalinga della stagione.

|  | 1ª divisa | 2ª divisa |  |

## Rosa
| N. |                       | Ruolo | Calciatore            |
| -- | --------------------- | ----- | --------------------- |
|    | Italia (bandiera)     | D     | Costanzo Barcella     |
|    | Italia (bandiera)     | D     | Gianni Ceccarelli     |
|    | Italia (bandiera)     | P     | Stefano Dadina        |
|    | Italia (bandiera)     | D     | Flavio Destro         |
|    | Italia (bandiera)     | P     | Alberto Fontana       |
|    | Italia (bandiera)     | A     | Carmine Gautieri      |
|    | Italia (bandiera)     | A     | Dario Hübner          |
|    | Jugoslavia (bandiera) | D     | Davor Jozić           |
|    | Italia (bandiera)     | C     | Christian Lantignotti |
|    | Italia (bandiera)     | C     | Gianluca Leoni        |

| N. |                   | Ruolo | Calciatore            |
| -- | ----------------- | ----- | --------------------- |
|    | Italia (bandiera) | A     | Franco Lerda          |
|    | Italia (bandiera) | D     | Maurizio Marin        |
|    | Italia (bandiera) | C     | Filippo Masolini      |
|    | Italia (bandiera) | D     | Filippo Medri         |
|    | Italia (bandiera) | A     | Luca Pazzaglia        |
|    | Italia (bandiera) | D     | Andrea Pepi           |
|    | Italia (bandiera) | C     | Luigi Piangerelli     |
|    | Italia (bandiera) | C     | Adriano Piraccini     |
|    | Italia (bandiera) | D     | Gianbattista Scugugia |
|    | Italia (bandiera) | C     | Alessandro Teodorani  |

## Risultati

### Campionato

#### Girone di andata
| Arbitro: | Brignoccoli (Ancona) |

|                                    |           |             |
| Hubner 6’, 59’ Destro 8’ Lerda 73’ | Marcatori | 86’ Tentoni |

| Arbitro: | Arena (Ercolano) |

|                                 |           |           |
| Bortoluzzi 7’, 29’ R. Rossi 77’ | Marcatori | 12’ Lerda |

| Arbitro: | Borriello (Mantova) |

|           |           |                       |
| Lerda 16’ | Marcatori | 77’ (rig.) Ceramicola |

| Arbitro: | Bettin (Padova) |

|             |           |  |
| Taccola 79’ | Marcatori |  |

| Arbitro: | Bazzoli (Merano) |

|            |           |  |
| Hubner 60’ | Marcatori |  |

| Arbitro: | Cinciripini (Ascoli Piceno) |

|                   |           |           |
| F. Signorelli 63’ | Marcatori | 59’ Lerda |

| Arbitro: | Merlino (Torre del Greco) |

|                                  |           |          |
| Hubner 32’, 77’ Lerda 85’ (rig.) | Marcatori | 43’ Paci |

| Monza 25 ottobre 1992 8ª giornata | Monza           | 0 – 0 | Cesena | Stadio Brianteo\| Arbitro: \| Dinelli (Lucca) \| |
| Arbitro:                          | Dinelli (Lucca) |       |        |                                                  |

| Arbitro: | Pezzella (Frattamaggiore) |

|           |           |  |
| Lerda 21’ | Marcatori |  |

| Arbitro: | Beschin (Legnago) |

|                      |           |  |
| Incocciati 3’ (rig.) | Marcatori |  |

| Arbitro: | Cardona (Milano) |

|                            |           |  |
| Lantignotti 55’ Hubner 90’ | Marcatori |  |

| Arbitro: | Fabricatore (Roma) |

|                       |           |           |
| Insanguine 80’ (rig.) | Marcatori | 65’ Lerda |

| Bari 29 novembre 1992 13ª giornata | Bari                                   | 0 – 0 | Cesena | Stadio San Nicola\| Arbitro: \| Pellegrino (Barcellona Pozzo di Gotto) \| |
| Arbitro:                           | Pellegrino (Barcellona Pozzo di Gotto) |       |        |                                                                           |

| Arbitro: | Racalbuto (Gallarate) |

|  |           |            |
|  | Marcatori | 90’ Papais |

| Arbitro: | Fucci (Salerno) |

|             |           |  |
| Pacione 61’ | Marcatori |  |

| Arbitro: | Conocchiari (Macerata) |

|           |           |            |
| Leoni 55’ | Marcatori | 64’ Ciocci |

| Arbitro: | Franceschini (Bari) |

|                     |           |                              |
| Fiori 5’ Ghezzi 82’ | Marcatori | 36’ Gautieri 46’ Lantignotti |

| Arbitro: | Boggi (Salerno) |

|           |           |                         |
| Lerda 38’ | Marcatori | 23’ Zaini 89’ Cavaliere |

| Arbitro: | Braschi (Prato) |

|  |           |                                |
|  | Marcatori | 49’, 73’ Lerda 62’ Lantignotti |

#### Girone di ritorno
| Arbitro: | Rodomonti (Teramo) |

|             |           |  |
| Maspero 41’ | Marcatori |  |

| Arbitro: | Chiesa (Milano) |

|                            |           |                            |
| Hubner 32’ Lantignotti 42’ | Marcatori | 41’ Mariani 90’ Bortoluzzi |

| Arbitro: | Cardona (Milano) |

|             |           |  |
| Rizzolo 43’ | Marcatori |  |

| Arbitro: | Fucci (Salerno) |

|  |           |              |
|  | Marcatori | 60’ Polidori |

| Arbitro: | Bolognino (Milano) |

|                           |           |              |
| Paolino 44’ Provitali 49’ | Marcatori | 77’ Gautieri |

| Arbitro: | Stafoggia (Pesaro) |

|              |           |  |
| Gautieri 35’ | Marcatori |  |

| Lucca 14 marzo 1993 26ª giornata | Lucchese         | 0 – 0 | Cesena | Stadio Porta Elisa\| Arbitro: \| Baldas (Trieste) \| |
| Arbitro:                         | Baldas (Trieste) |       |        |                                                      |

| Arbitro: | Ceccarini (Livorno) |

|           |           |  |
| Jozic 89’ | Marcatori |  |

| Arbitro: | Quartuccio (Torre Annunziata) |

|                         |           |           |
| F. Giampaolo 45’ (rig.) | Marcatori | 56’ Lerda |

| Arbitro: | Baldas (Trieste) |

|                  |           |  |
| Bucaro 2’ (aut.) | Marcatori |  |

| Arbitro: | Luci (Firenze) |

|               |           |           |
| Galderisi 12’ | Marcatori | 3’ Hubner |

| Arbitro: | Brignoccoli (Ancona) |

|           |           |  |
| Lerda 14’ | Marcatori |  |

| Arbitro: | Borriello (Mantova) |

|            |           |  |
| Hubner 44’ | Marcatori |  |

| Arbitro: | Bazzoli (Merano) |

|                     |           |                  |
| De Vitis 80’ (rig.) | Marcatori | 29’ (rig.) Lerda |

| Arbitro: | Felicani (Bologna) |

|            |           |                  |
| Hubner 78’ | Marcatori | 42’ P. Sacchetti |

| Ferrara 23 maggio 1993 35ª giornata | SPAL            | 0 – 0 | Cesena | Stadio Paolo Mazza\| Arbitro: \| Chiesa (Milano) \| |
| Arbitro:                            | Chiesa (Milano) |       |        |                                                     |

| Arbitro: | Conocchiari (Macerata) |

|                                           |           |                    |
| Piangerelli 25’ Lantignotti 38’ Lerda 74’ | Marcatori | 80’ Papa 86’ Manni |

| Arbitro: | Braschi (Prato) |

|                                      |           |  |
| Destro 1’ B. Carbone 76’ Troglio 86’ | Marcatori |  |

| Arbitro: | Dinelli (Lucca) |

|  |           |                             |
|  | Marcatori | 40’ Lorenzo 90’ V. Esposito |

## Coppa Italia
| Arbitro: | Dinelli (Lucca) |

|             |           |              |
| Vecchio 62’ | Marcatori | 50’ Gautieri |

| Arbitro: | Fabricatore (Roma) |

|                       |           |               |
| Lanna 51’ Jugovic 73’ | Marcatori | 90’ Pazzaglia |

| Arbitro: | Chiesa (Milano) |

|              |           |  |
| G. Leoni 73’ | Marcatori |  |

| Arbitro: | Chiesa (Milano) |

|                 |           |             |
| Lantignotti 45’ | Marcatori | 27’ Signori |

| Arbitro: | Bazzoli (Merano) |

|                                   |           |                   |
| Riedle 36’ Winter 69’ Signori 88’ | Marcatori | 90’ (rig.) Hubner |